# Nephrotoma lateropolita
Nephrotoma lateropolita är en tvåvingeart som beskrevs av Alexander 1938. Nephrotoma lateropolita ingår i släktet Nephrotoma och familjen storharkrankar.
Artens utbredningsområde är Costa Rica. Inga underarter finns listade i Catalogue of Life.